# Neostethus thessa
Neostethus thessa är en fiskart som först beskrevs av Aurich, 1937.  Neostethus thessa ingår i släktet Neostethus och familjen Phallostethidae. IUCN kategoriserar arten globalt som starkt hotad. Inga underarter finns listade i Catalogue of Life.